# 風戸健二
風戸 健二（かざと けんじ、1917年7月 - 2012年6月26日）は、日本の技術者、実業家。電子顕微鏡の開発と普及に努め、日本電子を設立した。
レーシングドライバーの風戸裕は次男。

## 来歴
千葉県長生郡茂原町（現・茂原市）に生まれる。1938年に海軍機関学校（46期）を卒業後、1944年11月からは海軍技術研究所電波研究部に勤め、奮龍の開発などに関わった。海軍在職時に、黒岩大助の著書『電子顕微鏡』を目にして電子顕微鏡への興味を抱いた。
太平洋戦争後に電子顕微鏡の開発研究に着手し、1949年に日本電子光学研究所（1961年に日本電子に改称）を設立して社長に就任した。1968年に日本電子顕微鏡学会会長を務める。
1971年2月、紫綬褒章を受章した。
没後の2016年、日本電子の伊藤一夫とともに、アメリカ合衆国のChemical Heritage FoundationによるPittcon Heritage Awardを受賞した。